# Proserpio
Proserpio – miejscowość i gmina we Włoszech, w regionie Lombardia, w prowincji Como.
Według danych na rok 2004 gminę zamieszkiwało 909 osób, 454,5 os./km².